# Mike Blair
Michael Robert Leighton Blair (Edimburgo, 20 aprile 1981) è un ex rugbista a 15 e allenatore di rugby a 15 britannico, che è stato internazionale per la Scozia in 85 occasioni militando nel ruolo di mediano di mischia. Dal 2017 fa parte dello staff tecnico della nazionale scozzese, come tecnico delle skills.

## Biografia
Nato in una famiglia di rugbisti (anche suo fratello David fu professionista nella disciplina benché con una carriera più breve), si mise in luce nelle file del Boroughmuir, tanto da guadagnarsi, nel 2002, sia il passaggio da professionista all'Edimburgo che l'esordio (con meta) per la Scozia maggiore a Vancouver in un test match contro il Canada.
Un anno dopo fu convocato nella selezione che prese parte alla Coppa del Mondo di rugby 2003 in Australia e quattro anni più tardi prese parte anche all'edizione 2007 in Francia.
Ancora il 2007 fu l'anno in cui per la prima volta giocò insieme a suo fratello David da professionista, quando questi tornò a Edimburgo dopo un periodo in Inghilterra al Sale Sharks.
Nel 2009 Ian McGeechan lo convocò nella spedizione dei British Lions che affrontarono il tour 2009 in Sudafrica, ma non fu schierato in alcuno dei test match della serie.
Prese parte alla Coppa del Mondo di rugby 2011 in Nuova Zelanda, la sua terza consecutiva, poi nel 2012 si trasferì in continente al Brive, dopo 10 anni a Edimburgo con un contratto biennale; durante la sua permanenza in Francia, nel gennaio 2013 annunciò anche il suo ritiro internazionale dopo 85 incontri, record di presenze per un mediano di mischia scozzese.
Prima ancora della fine del campionato ProD2 2012-13 tuttavia, a causa di problemi finanziari Brive non poté assicurare il rispetto di tutti i contratti, e Blair tornò in Gran Bretagna unendosi alla squadra inglese del Newcastle.
Al termine del biennale con il club del nordest dell'Inghilterra fece rientro in Scozia al Glasgow Warriors con il ruolo, oltre che da giocatore, da mentore per i nuovi elementi della squadra e l'impegno di un futuro impiego nello staff tecnico.
Dopo neppure uno dei due anni di contratto da giocatore, tuttavia, nell'aprile 2016 Blair annunciò il suo ritiro immediato dall'attività: benché l'annuncio fosse temporalmente conseguente a una commozione cerebrale causata da un impatto di gioco; nella stagione immediatamente successiva al ritiro entrò nello staff tecnico del Glasgow come assistente allenatore di Gregor Townsend; lo stesso Townsend, divenuto nel 2017 C.T. della Scozia, volle Blair tra i suoi assistenti in nazionale come tecnico agli skill e al gioco d'attacco.